# Gaylord Cars

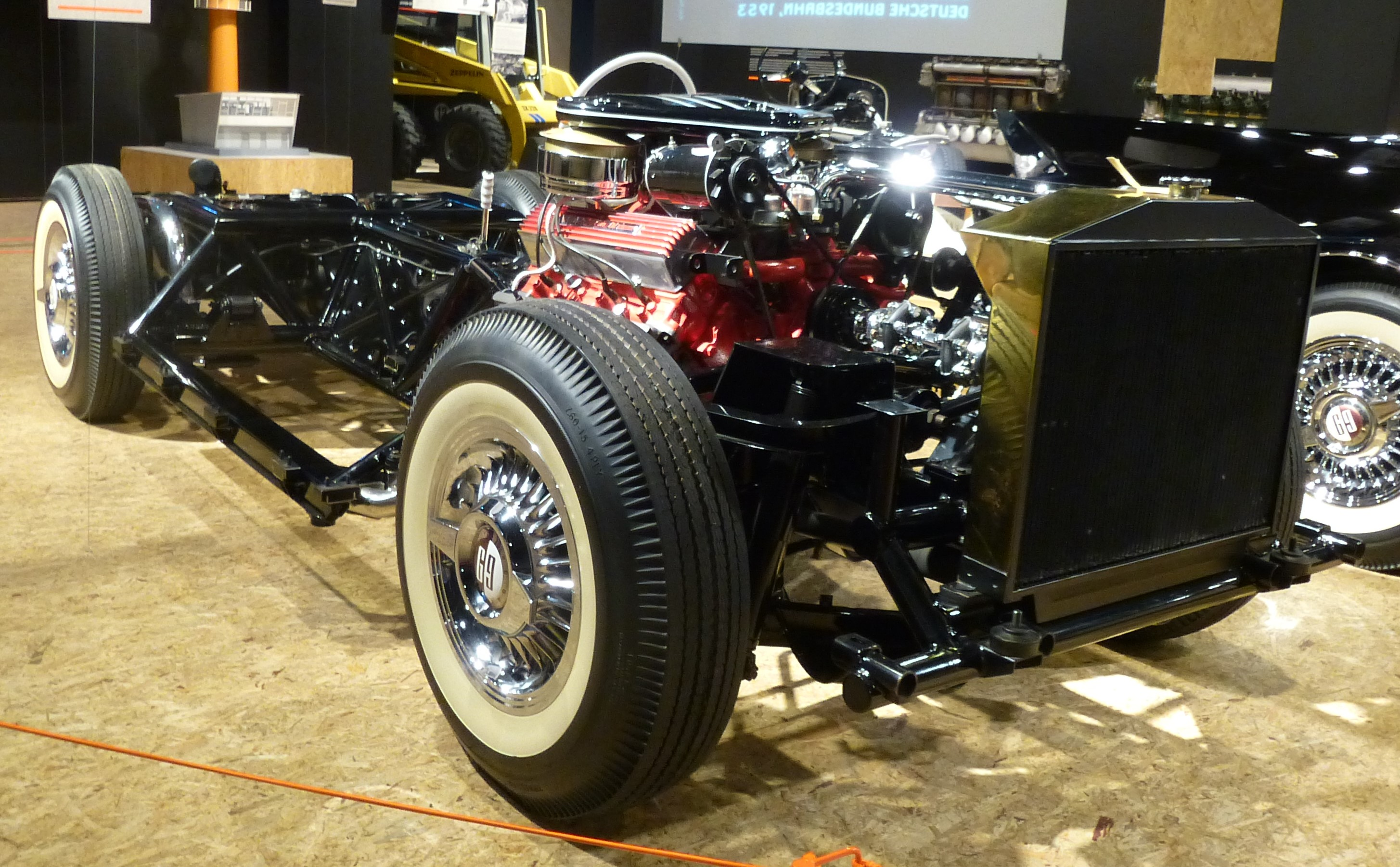
Szkielet Gladiatora w Zeppelin Museum Friedrichshafen

Gaylord Cars – amerykański producent samochodów osobowych, z siedzibą w Chicago działający, w latach 1955–1956.

## Historia
W pierwszej połowie lat 50. XX wieku bracia James i Edward Gaylord, synowie amerykańskiego przedsiębiorcy stojącego za spopularyzowaniem wsuwki do włosów, postanowili zbudować ultraluksusowy samochód łączący amerykańską estetykę oraz osiągi z europejskim komfortem jazdy. Do opracowania awangardowego projektu stylistycznego zaangażowano słynnego amerykańskiego projektanta odpowiadającego za projektu licznych rodzimych firm z połowy XX. wieku, Brooksa Stevensa. Po zakończeniu się niepowodzeniem budowy pierwszego nadwozia samochodu, bracia Gaylord zdecydowali się oddelegować to zadanie niemieckiej firmie FIF z Friedrichshafen. Doprowadziło to do skutecznego opracowania pierwszego w pełni funkcyjnego modelu Gaylord Gladiator w 1955 roku.
Pierwotnie planowano wyprodukowanie limitowanej do 25 sztuk serii Gladiatorów, która miała wyróżniać się luksusowym charakterem oraz relatywnie bardzo wysoką ceną jak na realia rynkowe lat 50. Pierwotnie wynosząc 10 tysięcy ówczesnych dolarów, ostatecznie wzrosła ona do 17 500, będąc w momencie powstania najdroższym nowym samochodem na rynku i pozycjonując się na tym polu wyżej także od pojazdów firmy Rolls-Royce. Wśród zainteresowanych zakupem Gladiatora znalazł się m.in. król Egiptu Faruk I, a także amerykański aktor Dick Powell, a firma miała zbudować łącznie 2 produkcyjne sztuki. Bracia Gaylord nie byli zadowoleni z wierności wyprodukowanych w RFN samochodów wobec ich projektu, a stres i presja związana z komplikacjami przy wdrożeniu samochodu do produkcji doprowadziła u Jamesa Gaylorda do załamania nerwowego. Przedsięwzięcie Gaylord Cars zarzucono w 1956 roku, a czego jedna sztuka Gladiatora znalazła się w rękach prywatnego kolekcjonera, a druga została odrestaurowana przez spadkobiercę niemieckiego FIF, koncern Zeppelin Group, w 2017 roku i umieszczona w lokalnym muzeum w Friedrichshafen.

## Modele samochodów

### Historyczne
- Gladiator (1955–1956)